# Georg zu Solms-Braunfels

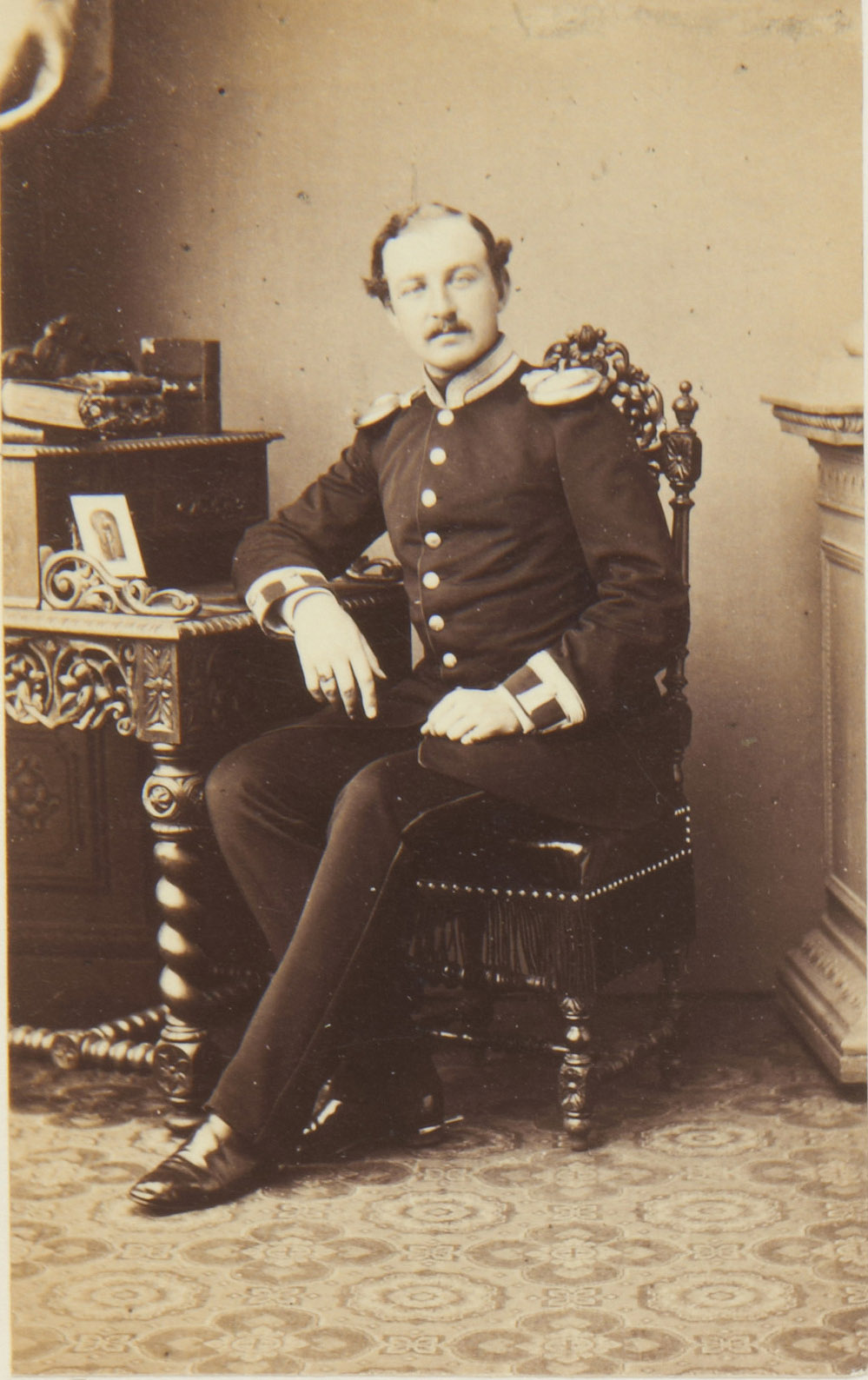
Prinz Georg zu Solms-Braunfels

 Georg Friedrich Bernhard Wilhelm Ludwig Ernst Fürst zu Solms-Braunfels (* 18. März 1836 in Wien; † 4. April 1891 in Frankfurt/M.) war ein hessischer und preußischer Standesherr und Politiker.

## Familie
Georg zu Solms-Braunfels entstammte der hessischen Hochadelsfamilie Solms-Braunfels, die 1742 in den Reichsfürstenstand erhoben wurde. Seine Eltern waren Wilhelm Prinz zu Solms-Braunfels (1801–1868) und Maria, geborene Gräfin Kinsky von Wchinitz u. Tettau (1809–1892). Georg folgte 1880 seinem kinderlos verstorbenen Bruder Ernst in der Standesherrschaft. Er heiratete 1878 Donna Emanuela Gallone dei Principi di Tricase Moliterno (1854–1936). Aus der Ehe gingen drei Kinder hervor. Erbe wurde sein Sohn Georg Friedrich Fürst zu Solms-Braunfels (1890–1970). Die verwitwete Emanuela Gallone vermählte sich in 2. Ehe 1895 mit Alexander Prinz zu Hohenlohe-Waldenburg-Schillingsfürst (1862–1924).

## Leben
Georg zu Solms-Braunfels war kgl. hannoverscher Rittmeister und Ehrenritter des Johanniterordens. Er war mit der Übernahme der Standesherrschaft 1880 erbliches Mitglied in der Ersten Kammer der Landstände des Großherzogtums Hessen und im preußischen Herrenhaus. Beiden Häusern trat er 1881/1882 bei und gehörte ihnen bis zu seinem Tode an.